# Ceratina nigrolabiata
Ceratina nigrolabiata är en biart som beskrevs av Heinrich Friese 1896. Ceratina nigrolabiata ingår i släktet märgbin, och familjen långtungebin. Inga underarter finns listade i Catalogue of Life.